# جزيرة موريشيوس
جزيرة موريشيوس ، جزيرة فرنسا سابقًا (1717-1814) ، هي الجزيرة الرئيسية في جمهورية موريشيوس . تقع في غرب المحيط الهندي ، في قلب أرخبيل ماسكارين ، بين جزيرة ريونيون في الغرب وجزيرة رودريغز في الشرق.

## جغرافية

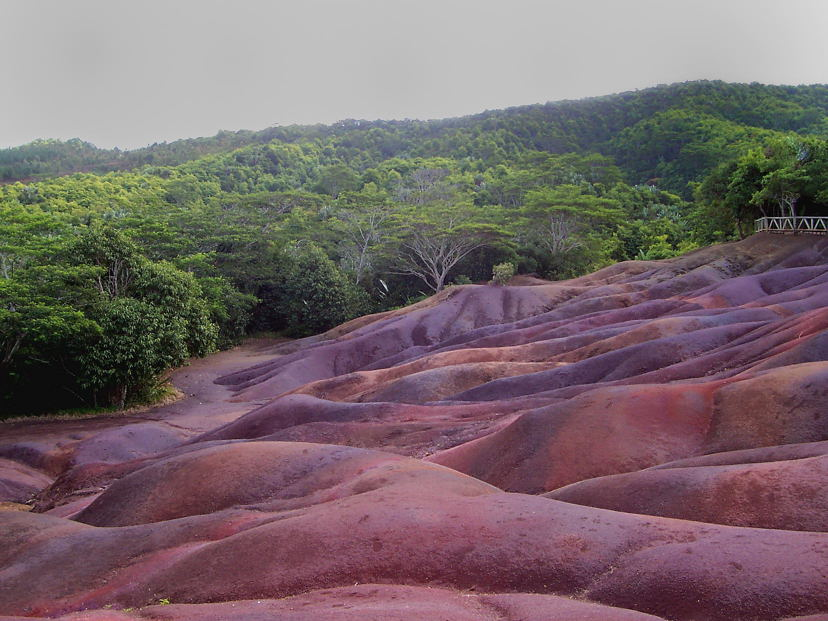
شاماريل ، " الأراضي ذات الألوان السبعة ".

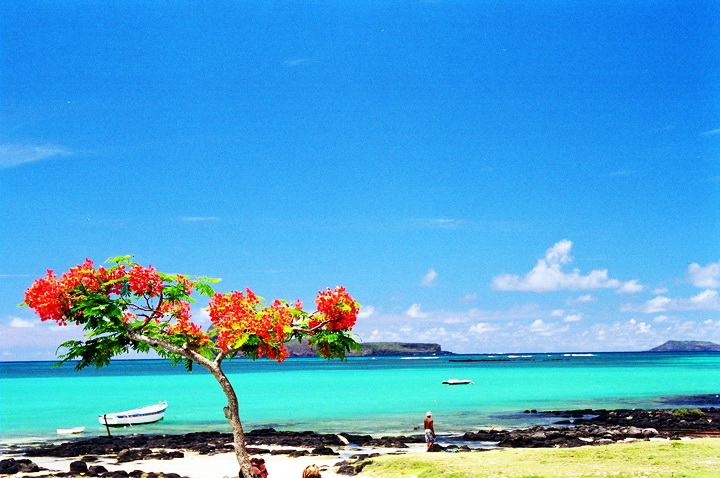
شاطئ جزيرة موريشيوس.

يعود تاريخ تكوين الجزيرة إلى ما قبل 7 إلى 15 مليون سنة. إنها جزيرة بركانية ولا تزال حتى اليوم ، يمكننا أن نلاحظ آثار كالديرا الكبيرة في أصل تكوينها. الجزيرة لم يعد بها بركان نشط. ومع ذلك ، هناك حفر نائمة هناك ، بما في ذلك حفرة الغزلان (Trou-aux-Cerfs) ، التي أصبحت واحدة من مناطق الجذب السياحي على مر السنين. يقع هذا في وسط الجزيرة في Curepipe . تبلغ مساحة جزيرة موريشيوس 1 865 كم2 . 65 كم أبعادها الأكبر في الطول و 45 كم في العرض. أعلى نقطة هي بيتون دي لا بيتيت ريفير نوار (Piton de la Petite Rivière Noire) التي ترتفع إلى 828 متر . لطالما سمحت سهولها الساحلية وهضبة مركزية بزراعة قصب السكر والشاي على نطاق واسع. تشتهر جزيرة موريشيوس بمناظرها الطبيعية الجميلة. تحمي الشعاب المرجانية التي تحيط بالجزيرة البحيرات والشواطئ التي تحدها أشجار جوز الهند وكازوارينا .

## قصة
كان البرتغاليون هم أول أوروبيين يزورون الجزيرة ، ويرجع تاريخها إلى ما بين 1500 و 1513. أطلقوا عليها اسم سرني (Cirné) ، وهو اسم سفينة قبطان الرحلة الاستكشافية ديغو فرناندس بيريرا (Diogo Fernandes Pereira).
ومع ذلك ، ظلت الجزيرة غير مأهولة حتى وصول المستوطنين الهولنديين الأوائل عام 1598. ثم احتل الفرنسيون الجزيرة من عام 1715 إلى عام 1810. ثم جاء البريطانيون الذين احتلوها بالقوة قبل أن تؤكد لهم معاهدة باريس عام 1814 هذه الحيازة. استمر الاستيطان البريطاني حتى الاستقلال 12 مارس 1968 .

## تعداد السكان
بلغ عدد سكان الجزيرة في عام 2019 إلى 1 222 340  ، أي 96.5 ٪ من سكان موريشيوس . يُطلق على سكانها موريشيوس ، مثل سكان البلد.

## بيئة
حتى نهاية القرن السابع عشر، كانت الجزيرة تؤوي طائر الدودو ، وهو نوع مستوطن انقرض بعد أقل من قرن من اكتشافه ، وكان ضحية الإنسان بشكل أساسي.
منذ بداية القرن العشرين، اختفى 32 نوعًا من النباتات في جزيرة موريشيوس ، معظمهم من ضحايا إزالة الغابات.
في أغسطس 2020 تأثرت الجزيرة بانسكاب النفط بسبب حاملة السائبة اليابانية MV Wakashio التي جنحت على الشعاب المرجانية. الجزيرة في حالة طوارئ ، القارب قادر على الانكسار في أي لحظة ، وترك 4000 طن من النفط على متنه. يوم الأحد 16 أغسطس 2020 ، انقسم الأخير إلى قسمين ، مما سمح لـ 1000 طن من زيت الوقود بالتسرب إلى مياه موريشيوس.

## مذكرات و مراجع
1. 1 2 3  مذكور في: خادم الأسماء الجغرافية (GNS). تاريخ النشر: 11 يونيو 2018. معرف ميزة  GNS: -1355267.
2. ↑  Denis Piat (2004). Sur la route des épices, l'île Maurice, 1598-1810 (بالفرنسية). Pacifique. p. 208. ISBN:2-87868-082-0..
3. ↑  http://statsmauritius.govmu.org/English/Publications/Documents/2019/EI1471/Pop_Vital_Jan-Jun19.pdf نسخة محفوظة 2020-03-31 على موقع واي باك مشين.
4. ↑  "Le dodo, un célèbre oiseau tristement disparu". RTBF.be. 27/02/2019. مؤرشف من الأصل في 22 ديسمبر 2021. اطلع عليه بتاريخ 12/2020. {{استشهاد ويب}}: تحقق من التاريخ في: |تاريخ الوصول= و|تاريخ= (مساعدة)
5. ↑  Futura. "Biodiversité : le taux d'extinction des plantes est alarmant". Futura (بfr-FR). Archived from the original on 2023-04-20. Retrieved 2019-06-15.{{استشهاد ويب}}:  صيانة الاستشهاد: لغة غير مدعومة (link).
6. ↑  "Le bateau échoué à l'île Maurice menace de se briser". www.20minutes.fr (بالفرنسية). Archived from the original on 2023-05-02. Retrieved 2020-08-12..

## الملاحق

### مقالات ذات صلة
- موريشيوس (البلد)